# متوری
شهر متوری (به فرانسوی: متوری) در شهرستان گویان فرانسه در ناحیه گویان فرانسه با جمعیت ۲۴٬۵۸۳ نفر در کشور فرانسه واقع شده‌است